# Šelpice
Šelpice és un poble i municipi d'Eslovàquia que es troba a la regió de Trnava, a l'oest del país.

## Història
La primera menció escrita de la vila es remunta al 1283.

## Demografia
| Godina             | 1994 | 2004   | 2014    | 2024   |
| ------------------ | ---- | ------ | ------- | ------ |
| Nombre de persones | 582  | 589    | 867     | 901    |
| Diferència         |      | +1,20% | +47,19% | +3,92% |

| Godina             | 2023 | 2024   |
| ------------------ | ---- | ------ |
| Nombre de persones | 905  | 901    |
| Diferència         |      | −0,44% |